# Joshua Kantara
Joshua Kantara (* 2002 in Berlin-Schöneberg) ist ein deutscher Schauspieler und Regisseur. Er wurde einem breiten Publikum durch die Serie Cassandra (2025) bekannt.

## Leben und Karriere
Joshua Kantara ist ein deutscher Schauspieler, Regisseur und Produzent, der sich auf nationale und internationale Produktionen für Kinofilme und Streaming-Dienste konzentriert. Kantaras Familie stammt aus Deutschland, Ghana und Guinea.
Seine Schauspielkarriere umfasst Rollen wie Gaius Breen in The Hunger Games: The Ballad of Songbirds & Snakes (2023) und Fynn in der TV-Serie Cassandra (2025). Zudem war er in der TV-Serie Meme Girls (2023) zu sehen.
Die Netflix-Originalserie Cassandra wurde nach ihrer Veröffentlichung 2025 zu einem großen Erfolg und entwickelte sich zur zweiterfolgreichsten nicht englischsprachigen Serie aller Zeiten auf der Plattform. Sie erhielt positive Kritiken für ihre innovative Erzählweise und visuelle Umsetzung. Joshua Kantaras Darstellung des Fynn wurde besonders gelobt und trug zur Popularität der Serie bei.
Als Regisseur führte Kantara Regie beim Kurzfilm Gift a Moment (2021), in dem er mit Schauspielern wie Vincent Rosec, Alice Brenna und Produzentinnen wie Nisia Bonucci und Andrea D'Andrea zusammenarbeitete. Darüber hinaus erlangte er Anerkennung für seinen Kurz-Dokumentarfilm ALARBA, der auf internationalen Festivals präsentiert wurde.
Neben seinen eigenen Regieprojekten arbeitet Kantara auch an Werbefilmen und Social-Media-Kampagnen für verschiedene Marken. Er begann seine kreative Laufbahn auf YouTube, wo er durch eigene Kurzfilme und experimentelle Videos erste Aufmerksamkeit erlangte.

## Filmografie (Auswahl)
Schauspieler:
- The Hunger Games: The Ballad of Songbirds & Snakes (2023) als Gaius Breen
- Cassandra (TV-Serie, Netflix 2025) als Fynn
- Meme Girls[11] (TV-Serie, 2023) als Noah Okonkwo
- Girl You Know It’s True (2023) als Chris Laird

Regisseur:
- Gift a Moment (Kurzfilm, 2021)
- Porsche - Paulchen (Werbefilm, 2024)
- ALARBA (Kurz-Dokumentarfilm, 2025)